# Godefroid Munongo
Godefroid Munongo Mwenda M'Siri (Bunkeya, 20 november 1925 - Kinshasa, 28 mei 1992) was een Congolees politicus in de jaren 1950 en 1960. Hij was de tweede man van de CONAKAT ten tijde van de Congolese Dipenda en de afscheiding van de rijke mijnprovincie Katanga. Onder het secessieregime bekleedde Munongo de functie van minister van Binnenlandse Zaken. Hij was ook verantwoordelijk voor de veiligheid van deze nieuwe staat. In de loop van 1961 was hij gedurende twee maanden plaatsvervangend Katangees president. 

## Levensloop
Munongo stamde naar eigen zeggen af van de legendarische Msiri-koning Nyamwezi, de stichter van het machtige Garenganze-vorstendom in de 19de eeuw. Hij was de rechterhand van Moïse Tsjombe en gold als een onderwereldfiguur. Samen met de Belgische politiek adviseur Guy Weber werd Munongo beschouwd als de echte sterke man van Katanga die achter de schermen alle touwtjes in handen had. Hij werd ervan beticht zowel geld van de CIA aangenomen te hebben, als van de regering in Brussel en van de belangrijkste economische belanghebbers in Katanga, zoals de Union Minière du Haut-Katanga. Hij had de vermeende hand in de moord op de eerste Congolese premier Patrice Lumumba (17-01-1961) en in het vliegtuigongeluk waarin de VN-secretaris-generaal Dag Hammarskjöld de dood vond (18-09-1961). Ook zou hij verantwoordelijk zijn voor de genocide in Katanga tussen 1960 en 1962.
Na de beëindiging van de Katangese secessie door VN-blauwhelmen van de ONUC in 1963-1964 verdween hij enkele jaren van de aardbol om in 1965 plots op te duiken in Leopoldstad als Congolese minister van Binnenlandse Zaken. Hij oefende deze functie maar enkele maanden uit. Op 20 juli 1965 werd hij gouverneur van de provincie Oost-Katanga. Na de fusie van deze provincie met het Lualaba-territorium, werd Munongo op 5 november 1966 ingezworen als provinciegouverneur van Zuid-Katanga.
Aan het einde van de jaren 1960 viel Godefroid Munongo in ongenade bij Mobutu Sese Seko en werd hem zijn mandaat ontnomen. Nadien werd van Munongo opnieuw lange tijd niets meer vernomen. Hij zou de rest van zijn leven in het buitenland doorgebracht hebben. In het begin van de jaren 1990 schonk Mobutu alle oude "vijanden" collectief gratie. Dit was voor Munongo de gelegenheid om terug te keren naar Zaïre. Hij nam deel aan de Nationale Conferentie, maar stierf in 1992 aan een hartaanval.